# Korthalsella grayi
Korthalsella grayi är en sandelträdsväxtart som beskrevs av B.A. Barlow. Korthalsella grayi ingår i släktet Korthalsella och familjen sandelträdsväxter. Inga underarter finns listade i Catalogue of Life.